# Tampilisan
Tampilisan (Bayan ng Tampilisan) är en kommun i Filippinerna. Kommunen ligger på ön Mindanao, och tillhör provinsen Zamboanga del Norte. Folkmängden uppgår till 19 536 invånare.

## Barangayer
Tampilisan är indelat i 20 barangayer.
| - Balacbaan - Banbanan - Barili - Cabong - Camul - Farmington - Galingon - Lawaan - Lumbayao - Malila-t | - Molos - New Dapitan - Poblacion (Tampilisan) - Sandayong - Santo Niño - Situbo - Tilubog - Tininggaan - Tubod - Znac |